# Videogiochi nel 2017

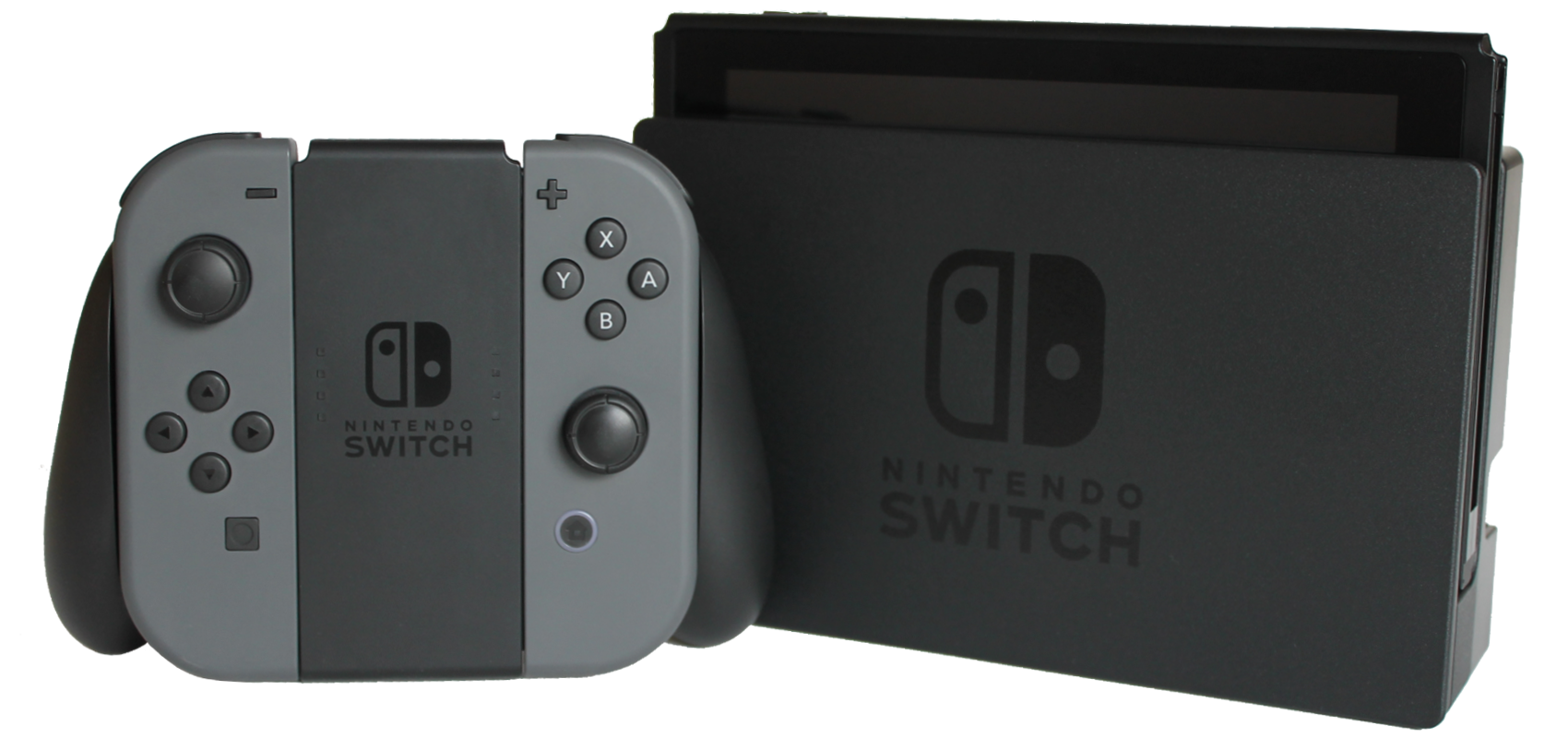
Nintendo Switch

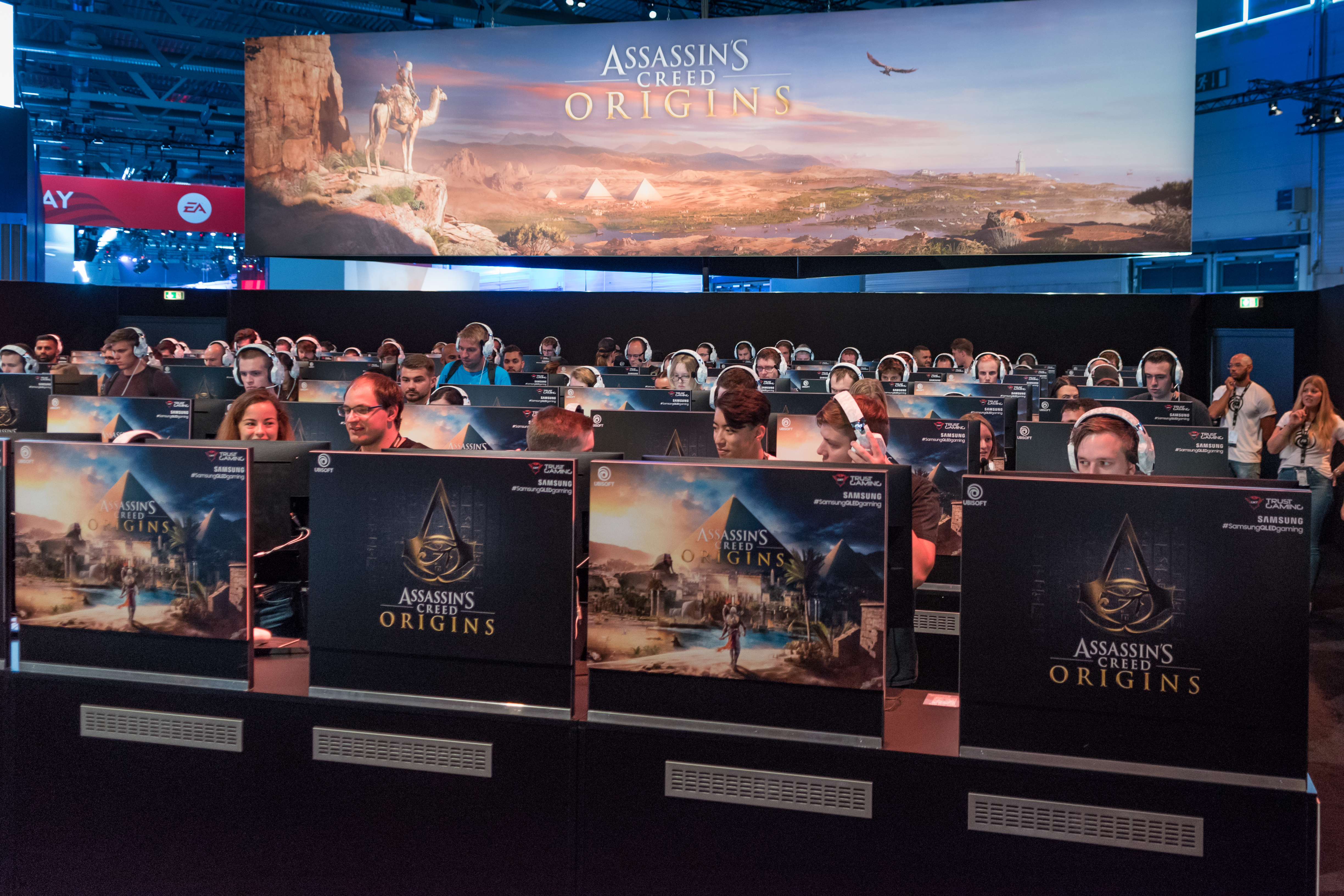
Assassin's Creed: Origins al Gamescom 2017

Eventi rilevanti avvenuti nell'industria dei videogiochi nel 2017. 
Per un elenco delle voci su giochi usciti nell'anno vedi Categoria:Videogiochi del 2017.

## Eventi
- Mentre cresce la popolarità di smartphone e tablet come piattaforme da gioco, il Nintendo Switch si presenta come innovativo ibrido tra mobile e console[1].
- 3 marzo - Esce la console Nintendo Switch.
- Esce la retro-console Nintendo Classic Mini: Super Nintendo Entertainment System.
- Esce la variante di console Xbox One X.
- 29 settembre - Studio MDHR pubblica Cuphead

## Classifiche
- I 10 giochi più venduti secondo le statistiche di VGChartz sono, in ordine decrescente: PlayerUnknown's Battlegrounds, Mario Kart 8 Deluxe, The Legend of Zelda: Breath of the Wild, Super Mario Odyssey, Horizon Zero Dawn, Splatoon 2, Resident Evil 7: Biohazard, Tekken 7 (versioni domestiche), Cuphead, Nier: Automata[2].
- I 10 giochi più apprezzati dalla critica secondo le statistiche di Metacritic sono, in ordine decrescente: The Legend of Zelda: Breath of the Wild, Super Mario Odyssey, Divinity: Original Sin II, What Remains of Edith Finch, Undertale (PS4), Ōkami HD (PC), Mario Kart 8 Deluxe (Switch), SteamWorld Heist: Ultimate Edition, Shovel Knight: Treasure Trove (Switch), Bayonetta (PC)[3].